# アポロ・クルーズ
アポロ・クルーズ（Apollo Crews、1987年8月25日 - ）は、アメリカ合衆国のプロレスラー。カリフォルニア州サクラメント出身。WWE所属。本名はセス・ウーハー（Sesugh Uhaa）。

## 来歴
幼少時からプロレスが好きであり、プロレスラーになるべく高校時代にはウェイト・トレーニングに励む。インディー時代に使用していたリングネームであるウーハー・ネイションはウェイトトレーニングのコーチにつけられたニックネームである。

### インディー団体
2009年、アトランタを拠点とし、カーティス・ヒューズが主宰するWWA4（World Wrestling Alliance 4）にプロレスラーになるべくトレーニングを開始する。そして8月17日、ウーハー・ネイション（Uhaa Nation ）のリングネームでデビューを果たす。デビュー後、アラバマ州を拠点とするGCW（Great Championship Wrestling）やNWA加盟団体であるNWAアナーキー（NWA Anarchy）に参戦。
2011年9月、DRAGON GATE USAのトライアウトに参加。DRAGON GATE USAだけではなく、DRAGON GATE、EVOLVE、FIP（Full Impact Pro）にも出場できる契約を交わした。同月9日、DRAGON GATE USAに出場し、アーロン・ドラヴェンと対戦して勝利した。同月11日、DRAGON GATE USAのPPVであるWay of the Ronin 2011の第にてファサード、フリップ・ケンドリック、シュガー・ダンカートンの4wayマッチを行い勝利。10月29日、FIPにてFIPフロリダヘリテイジ王座を保持するジェイク・マニングに勝利してベルトを奪取した。11月30日、初来日を果たしDRAGON GATEに参戦。Blood WARRIORSに加入し、琴香と対戦して1分39秒で勝利した。
2012年、DRAGON GATEにてBlood WARRIORSの中で内紛が起こり、戸澤アキラがCIMAをはじめ、様々な選手をBlood WARRIORSから追放。残った新世代の選手でMAD BLANKEYを結成。自身も流れに沿って、MAD BLANKEYに合流した。
2013年3月2日、BxBハルクとのタッグで望月成晃とドン・フジイのタッグからオープン・ザ・ツインゲート統一タッグ王座を奪取。8月30日、神戸大会にて「MAD BLANKEY vs 戸澤」の一環として戸澤陽とのシングルが組まれるも「ベストフレンドとは戦えない」と試合を拒否。ここで戸澤と共闘することを選択したウーハーはMAD BLANKEYから追放になった。9月12日、MAD BLANKEY追放後に戸澤と共闘していた面々と新ユニットを結成、後にユニット名MONSTER EXPRESSと発表。
2014年1月12日、EVOLVE 27にてオープン・ザ・フリーダムゲート王座を保持するジョニー・ガルガノに挑戦。試合は一進一退の状況が続くが最後にはガルガノよりガルガノ・エスケープを極められてからSTFを繋がれると逃げられなくなりギブアップ負けとなった。3月6日、DRAGON GATEにてオープン・ザ・ドリームゲート王座を保持するリコシェに史上初の外国人選手同士の王座戦を行う。試合は27分に及ぶ長期戦となるが最後にはリコシェからベナドリラーを喰らい敗戦した。11月29日、イングランドにて行われたROHとPCW（Preston City Wrestling）合同によるイベント、Supershow of HonorにてPCW王座を保持するクリス・マスターズ、ダン・マスティフと3wayエリミネーションマッチでの王座戦を行い勝利し、ベルトを奪取した。
2015年3月1日、DRAGON GATEにてオープン・ザ・ドリームゲート王座を保持するBxBハルクに挑戦。終盤にはウーハーコンビネーションを狙うも、スタンディング・シューテング・スタープレスを回避されるとファーストフラッシュの連発を喰らい敗戦した。試合後、マイクパフォーマンスでDRAGON GATEから卒業する事を発表。全ユニットを呼び込んで卒業式を行い、全選手からエールを貰い新天地へと向かった。

### WWE

#### NXT
2015年4月13日、WWEと契約を結び入団する事が発表された。5月6日、NXTにてバックステージでGMでありウィリアム・リーガルと会話を交わす形で登場。6月24日、NXTのダークマッチにてNXTデビューを果たし、インディー時代に鎬を削り合ってきたジョニー・ガルガノと対戦してミリタリープレスからスタンディング・ムーンサルトプレスへと繋げてNXT初勝利を飾った。8月5日、同月22日に行われるTakeover BrooklynにてNXTデビューする事が決定し、リングネームをアポロ・クルーズ（Apollo Crews）へと変更した。8月22日、Takeover Brooklynにてタイ・デリンジャーと対戦し、スタンディング・ムーンサルトプレスを決めてアポロ・クルーズとしてのNXTデビュー戦を勝利で飾った。10月7日、Takeover Respectにてタイラー・ブリーズと対戦。ブリーズの蹴り技を中心とした打撃にカウンター系の技とパワー戦法を用いて対抗。終盤にスタンディング・ムーンサルトプレスで勝利を狙うが膝による剣山で返されるとランニングエルボーを決められるが2回目のランニングエルボーを仕掛けに来たところをバイシクルキックで切り返し、スタンディング・ブルーサンダーを決めて勝利した。12月16日、Takeover Londonにてバロン・コービンと対戦。序盤を優勢に進めるが場外に投げ出された際に入場用の階段に叩きつけられると流れは一転。終盤にコービンのバックブリーカーを喰らいながらも膝蹴りで迎撃し、スタンディング・ムーンサルトプレスを決めるが最後はエンド・オブ・デイズを喰らい敗戦。

#### WWE
2016年4月4日、WWEに昇格。RAWにてタイラー・ブリーズと対戦。試合中には自慢の跳躍力をアピールし、エンズイギリからミリタリープレス、スタンディング・ムーンサルトへと連携を見せ、最後にスピンアウト・パワーボムを決めて勝利した。
2018年2月19日、リングネームをアポロ（Apollo）へとマイナーチェンジ。4月16日、RAWにてスーパースター・シェイクアップが行われた際にリングネームをアポロ・クルーズに戻す。2020年4月20日、マネー・イン・ザ・バンク予選でMVPと対戦。自身のフィニッシャーであるスピンアウト・パワーボムを決めて勝利。初出場をつかんだ。が、その翌週のRAWにて、アンドラーデとの王座戦の最中に左膝を負傷。そのまま欠場となりマネー・イン・ザ・バンクの出場も取り消される。約1か月後の5月18日に復帰。25日に再び、US王者であるアンドラーデに挑戦。負傷していた左膝を攻められるも、終盤にウーハー・コンビネーションを炸裂。そのまま3カウントを奪い、US王座を獲得。これがWWE入団以降、初の王座獲得となった。

## 得意技

### フィニッシュ・ホールド
スタンディング・ムーンサルトプレス
WWEでのフィニッシャー。
トス・パワーボム
WWEでのフィニッシャー。
背後から相手を抱え式バックドロップ又は、アトミックドロップの体勢で相手を抱え上げてから旋回してからシットダウン式ジャンピング・パワーボムの形で相手は背中からマットに叩きつける技。以前はスピンアウト・パワーボムという技名。
スタンディング・シューティング・スタープレス
インディー団体でのフィニッシャー。
ウーハー・コンビネーション
リフトアップ・スラムで持ち上げた相手をマットに仰向けに叩きつけたあと、スタンディング・ムーンサルトプレス、スタンディング・シューテングスタープレスを順に決める。

### 打撃技
エルボー
バックエルボー
バック・ハンド・チョップ
ナックルパンチ
ドロップキック
延髄斬り
クローズライン
ジャンピング・クローズライン

### 投げ技
オリンピック・スラム
オール・アウト・アサルト
3連続パワーボム
スープレックス
スーパープレックス
ジャーマンスープレックス
スパインバスター
リバース・パイルドライバー
ツームストーン・パイルドライバー

### 飛び技
スーサイド・ダイブ
ダイビング・ボディ・プレス

## タイトル歴
WWE
- IC王座 : 1回
- WWE US王座 : 1回

DRAGON GATE
- 第24代オープン・ザ・ツインゲート王座 : 1回

w / BxBハルク
FIP
- FIPフロリダヘリテイジ王座 : 1回

GCW
- GCWヘビー級王座 : 1回

PCW
- PCWヘビー級王座 : 1回

## 入場曲
- ジンギスカン

DRAGON GATE限定の入場曲。コーラスの「ウー、ハー」をリングネームにかけている。
- Cruise Control

WWEでの入場曲。
- Making Moves
- To The Top
- To The Top (Nigerian Royalty Remix)
- The Best Is Yet To Come - 現在使用中